# Sexta Avenida Sureste
La Sexta Avenida Sureste (anteriormente conocida como Avenida Colón) es una vía urbana de sentido norte-sur ubicada en Managua, Nicaragua. Esta arteria se compone de tres segmentos separados y cumple funciones de conectividad entre zonas residenciales, comerciales y educativas de la capital.

## Trazado
El primer tramo inicia en la intersección con la Carretera Norte cerca del Instituto Loyola, y desciende hacia el sur cruzando el Barrio Largaespada hasta llegar a la intersección con la Calle José Martí, en las cercanías del paso a desnivel de la Pista Benjamín Zeledón y el Paseo Naciones Unidas.
El segundo segmento continúa más al sur desde el costado este de la Universidad Nacional Casimiro Sotelo Montenegro en Residencial Los Robles, cruzando hacia el sur paralelo a la Avenida Universitaria.
El tercer tramo comienza al norte de la Villa Santa Fe, culminando en la intersección con la Calle Siloé, cerca del edificio INVERCASA

## Barrios que atraviesa
- Barrio Largaespada
- Reparto San Juan
- Residencial Los Robles
- Villa Santa Fe